# Translació de la Terra

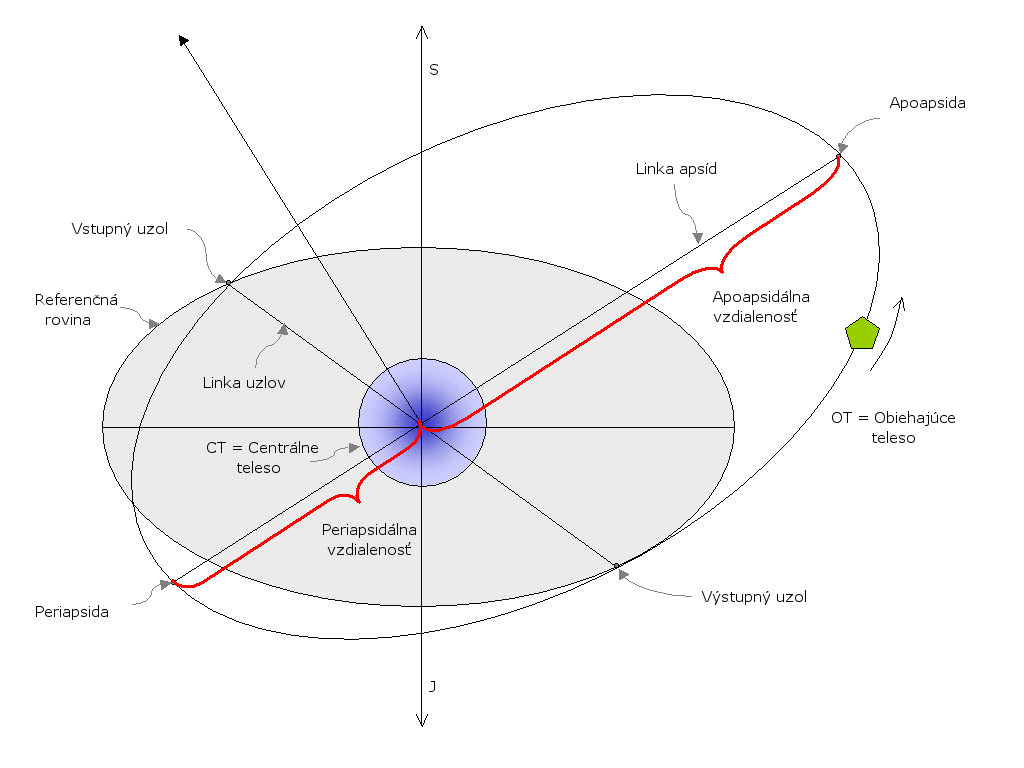
Esquema de la translació de la Terra.

Translació de la Terra

La translació de la Terra és el moviment d'aquest planeta al voltant del Sol, que és l'estrella central del sistema solar. La Terra descriu al seu voltant una òrbita en forma d'el·lipse.
Si es pren com a referència la posició d'una estrella, la Terra completa una volta en un any sideri, la durada del qual és de 365 dies, 6 hores, 9 minuts i 9,54 segons. L'any sideri és de poca importància pràctica. Per les activitats terrestres té major importància la mida del temps segons les estacions. L'any de traspàs té 1 dia extra i es presenta el febrer.
Agafant com a referència el lapse transcorregut entre un inici de la primavera i l'altre, quan el Sol es troba en el punt d'Àries, l'anomenat any tròpic dura 365 dies, 5 hores, 48 minuts i 46 segons. Aquest és l'any utilitzat per realitzar els calendaris.
L'òrbita té un perímetre de 940 milions de quilòmetres, amb una distància mitjana al Sol de 150.000.000 km, distància que es coneix com a unitat astronòmica (UA). D'això se'n dedueix que la Terra es desplaça en l'espai a una velocitat de 107.280 km/hora o 29,8 km/segon.
El fet que l'òrbita sigui el·líptica fa que la Terra en algun moment estigui en el punt de l'òrbita més allunyat del Sol, denominat afeli, fet que es produeix al juliol. En aquest punt la distància al Sol és de 151.800.000 km. De manera anàloga, el punt de l'òrbita més propera al Sol es denomina periheli i succeeix al gener.
La velocitat orbital de la Terra és de mitjana 29,78 km/s (107.208 km/h), que és prou ràpida per cobrir el diàmetre del planeta en 7 minuts i la distància a la Lluna en 4 hores.